# Ла-Гранвиль
Ла-Гранви́ль (фр. La Grandville) — коммуна во Франции, находится в регионе Шампань — Арденны. Департамент коммуны — Арденны. Входит в состав кантона Виллер-Семёз. Округ коммуны — Шарлевиль-Мезьер.
Код INSEE коммуны — 08199.
Коммуна расположена приблизительно в 210 км к северо-востоку от Парижа, в 100 км севернее Шалон-ан-Шампани, в 6 км к востоку от Шарлевиль-Мезьера.

## Население
Население коммуны на 2008 год составляло 796 человек.
| 1962 | 1968 | 1975 | 1982 | 1990 | 1999 | 2008 |
| ---- | ---- | ---- | ---- | ---- | ---- | ---- |
| 620  | 644  | 550  | 659  | 683  | 679  | 796  |

## Администрация
| Период | Период | Фамилия     | Партия | Должность |
| ------ | ------ | ----------- | ------ | --------- |
| 2001   | 2008   | Поль Анке   |        |           |
| 2008   |        | Дени Ландар |        |           |

## Экономика
В 2007 году среди 528 человек в трудоспособном возрасте (15—64 лет) 386 были экономически активными, 142 — неактивными (показатель активности — 73,1 %, в 1999 году было 71,1 %). Из 386 активных работали 341 человек (178 мужчин и 163 женщины), безработных было 45 (22 мужчины и 23 женщины). Среди 142 неактивных 35 человек были учениками или студентами, 57 — пенсионерами, 50 были неактивными по другим причинам.

## Фотогалерея

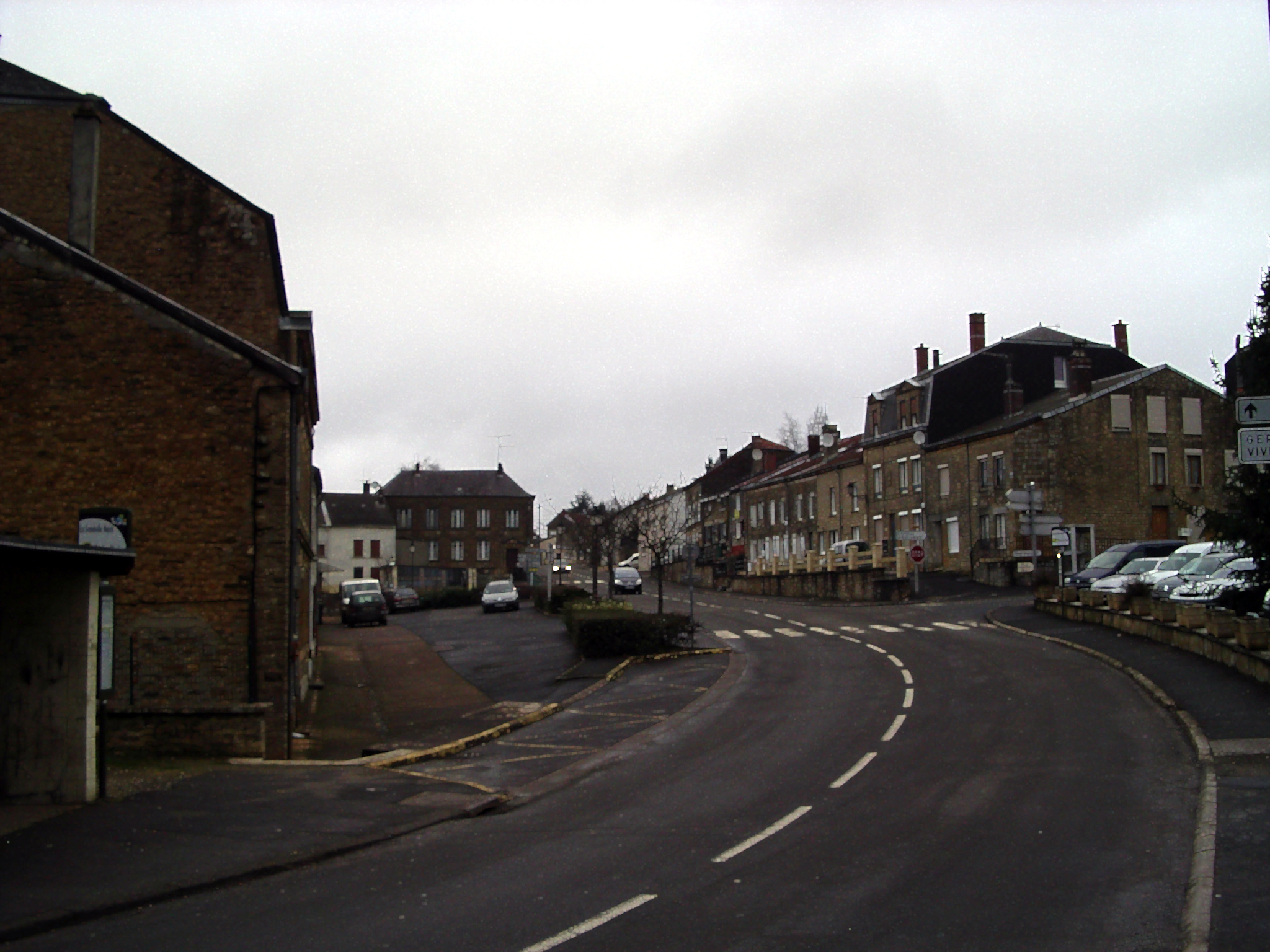
Ла-Гранвиль
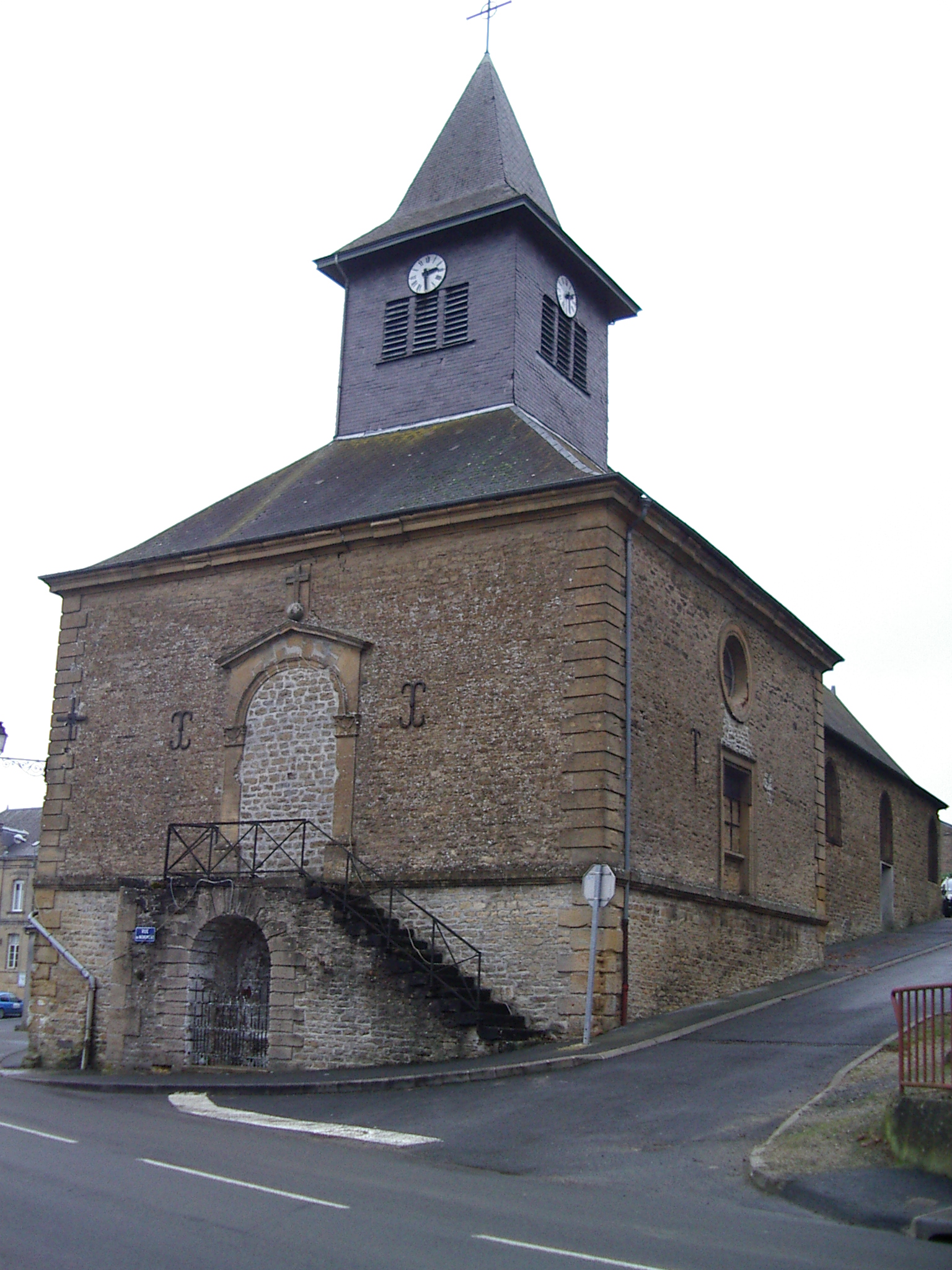
Церковь Св. Николая
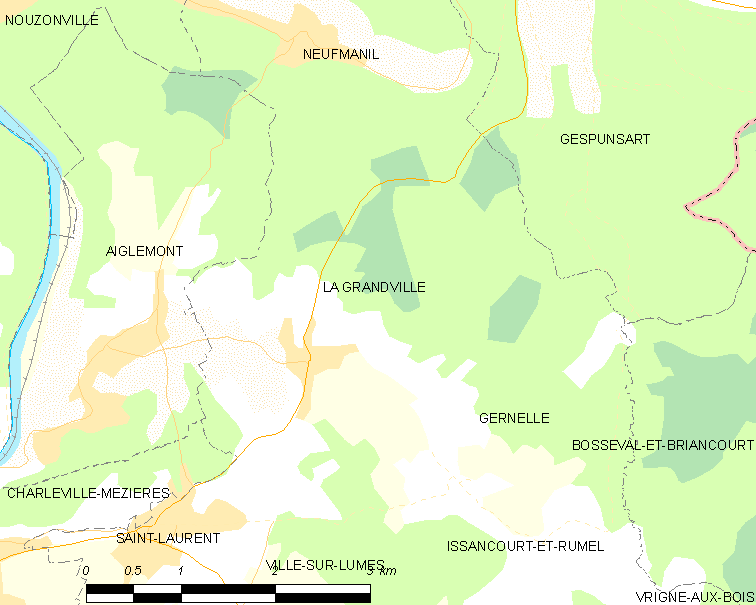
Карта коммуны